# جيسي فالديز
جيسي فالديز (بالإنجليزية: Jesse Valdez)‏ (مواليد 12 يوليو 1947) هو ملاكم أمريكي، مثّل بلاده في الألعاب الأولمبية الصيفية 1972 وحقق الميدالية البرونزية في فئة وزن الويلتر.

## روابط خارجية
جيسي فالديز على موقع أوليمبيديا (الإنجليزية)